# Aldo Kalulu
Aldo Kalulu (Lione, 21 gennaio 1996) è un calciatore francese naturalizzato congolese (Repubblica Democratica del Congo), attaccante del Partizan.

## Biografia
Kalulu è nato in Francia da genitori congolesi. I suoi fratelli Gédéon (1997) e Pierre (2000) sono entrambi calciatori.

## Caratteristiche tecniche
Prima punta, può giocare come esterno d'attacco su entrambe le fasce.

## Carriera

### Club
Dopo aver giocato una trentina di incontri con la squadra riserve, il 12 settembre debutta in Ligue 1 giocando contro il Lilla (0-0), subentrando negli ultimi dieci minuti a Jordan Ferri. 4 giorni più tardi, arriva anche l'esordio in UEFA Champions League contro il Gent (1-1), entrando nel secondo tempo al posto di Claudio Beauvue. Il 23 settembre seguente, parte nell'undici titolare che affronta il Bastia e dopo 18' realizza il vantaggio per i padroni di casa: è il suo primo gol nel massimo campionato francese e con la maglia del Lione alla sua terza presenza. L'incontro finisce 2-0 e Kalulu gioca ottanta minuti prima di far spazio a Beauvue.

### Nazionale
Ha giocato nella nazionale francese Under-18.
Nel marzo 2023 viene convocato per la prima volta dalla RD del Congo, nazionale delle sue origini, con cui ha esordito il 24 dello stesso mese nel successo per 3-1 contro la Mauritania.

## Statistiche

### Presenze e reti nei club
Statistiche aggiornate al 1 luglio 2023.
| Stagione               | Squadra                | Campionato             | Campionato | Campionato | Coppe nazionali | Coppe nazionali | Coppe nazionali | Coppe continentali | Coppe continentali | Coppe continentali | Altre coppe | Altre coppe | Altre coppe | Totale | Totale |
| Stagione               | Squadra                | Comp                   | Pres       | Reti       | Comp            | Pres            | Reti            | Comp               | Pres               | Reti               | Comp        | Pres        | Reti        | Pres   | Reti   |
| ---------------------- | ---------------------- | ---------------------- | ---------- | ---------- | --------------- | --------------- | --------------- | ------------------ | ------------------ | ------------------ | ----------- | ----------- | ----------- | ------ | ------ |
| 2015-2016              | Olympique Lione        | L1                     | 10         | 2          | CF+CdL          | 2+0             | 0               | UCL                | 2                  | 0                  | -           | -           | -           | 14     | 2      |
| 2016-gen. 2017         | Olympique Lione        | L1                     | 4          | 1          | CF+CdL          | 0+0             | 0               | UCL                | 2                  | 0                  | -           | -           | -           | 6      | 1      |
| Totale Olympique Lione | Totale Olympique Lione | Totale Olympique Lione | 14         | 3          |                 | 2               | 0               |                    | 4                  | 0                  |             | -           | -           | 20     | 3      |
| gen.-giu. 2017         | Rennes                 | L1                     | 10         | 0          | CF+CdL          | 1+0             | 0               | -                  | -                  | -                  | -           | -           | -           | 11     | 0      |
| 2017-2018              | Sochaux                | L2                     | 31         | 11         | CF+CdL          | 2+1             | 1+0             | -                  | -                  | -                  | -           | -           | -           | 34     | 12     |
| 2018-2019              | Basilea                | SL                     | 17         | 0          | CS              | 4               | 1               | UCL+UEL            | -                  | -                  | -           | -           | -           | 21     | 1      |
| 2019-2020              | Swansea City           | FLC                    | 11         | 0          | FACup+CdL       | 1+0             | 0               | -                  | -                  | -                  | -           | -           | -           | 12     | 0      |
| 2020-2021              | Basilea                | SL                     | 10         | 0          | CS              | 1               | 0               | UEL                | 1                  | 0                  | -           | -           | -           | 12     | 0      |
| Totale Basilea         | Totale Basilea         | Totale Basilea         | 27         | 0          |                 | 5               | 1               |                    | 1                  | 0                  |             | -           | -           | 33     | 1      |
| 2021-2022              | Sochaux                | L2                     | 39         | 9          | CF              | 0               | 0               | -                  | -                  | -                  | -           | -           | -           | 39     | 9      |
| 2022-2023              | Sochaux                | L2                     | 37         | 6          | CF              | 1               | 0               | -                  | -                  | -                  | -           | -           | -           | 38     | 6      |
| Totale Sochaux         | Totale Sochaux         | Totale Sochaux         | 107        | 26         |                 | 4               | 1               |                    | -                  | -                  |             | -           | -           | 111    | 27     |
| 2023-2024              | Partizan               | SL                     | 0          | 0          | KS              | 0               | 0               | UECL               | 0                  | 0                  | -           | -           | -           | 0      | 0      |
| Totale carriera        | Totale carriera        | Totale carriera        | 168        | 29         |                 | 13              | 2               |                    | 5                  | 0                  |             | -           | -           | 186    | 31     |

### Cronologia presenze e reti in nazionale
| Cronologia completa delle presenze e delle reti in nazionale ― RD del Congo | Cronologia completa delle presenze e delle reti in nazionale ― RD del Congo | Cronologia completa delle presenze e delle reti in nazionale ― RD del Congo | Cronologia completa delle presenze e delle reti in nazionale ― RD del Congo | Cronologia completa delle presenze e delle reti in nazionale ― RD del Congo | Cronologia completa delle presenze e delle reti in nazionale ― RD del Congo | Cronologia completa delle presenze e delle reti in nazionale ― RD del Congo | Cronologia completa delle presenze e delle reti in nazionale ― RD del Congo |
| Data                                                                        | Città                                                                       | In casa                                                                     | Risultato                                                                   | Ospiti                                                                      | Competizione                                                                | Reti                                                                        | Note                                                                        |
| --------------------------------------------------------------------------- | --------------------------------------------------------------------------- | --------------------------------------------------------------------------- | --------------------------------------------------------------------------- | --------------------------------------------------------------------------- | --------------------------------------------------------------------------- | --------------------------------------------------------------------------- | --------------------------------------------------------------------------- |
| 24-3-2023                                                                   | Lubumbashi                                                                  | RD del Congo                                                                | 3 – 1                                                                       | Mauritania                                                                  | Qual. Coppa d'Africa 2023                                                   | -                                                                           | 26’                                                                         |
| 28-3-2023                                                                   | Nouakchott                                                                  | Mauritania                                                                  | 1 – 1                                                                       | RD del Congo                                                                | Qual. Coppa d'Africa 2023                                                   | -                                                                           | 58’                                                                         |
| 14-6-2023                                                                   | Douala                                                                      | RD del Congo                                                                | 1 – 0                                                                       | Uganda                                                                      | Amichevole                                                                  | -                                                                           | 67’                                                                         |
| 12-9-2023                                                                   | Soweto                                                                      | Sudafrica                                                                   | 1 – 0                                                                       | RD del Congo                                                                | Amichevole                                                                  | -                                                                           | 58’                                                                         |
| 17-10-2023                                                                  | Setúbal                                                                     | Angola                                                                      | 0 – 0                                                                       | RD del Congo                                                                | Amichevole                                                                  | -                                                                           |                                                                             |
| 15-11-2023                                                                  | Kinshasa                                                                    | RD del Congo                                                                | 2 – 0                                                                       | Mauritania                                                                  | Qual. Mondiali 2026                                                         | -                                                                           |                                                                             |
| Totale                                                                      |                                                                             | Presenze                                                                    | 6                                                                           |                                                                             | Reti                                                                        | 0                                                                           |                                                                             |

## Palmarès

### Club

#### Competizioni nazionali
- Coppa Svizzera: 1

Basilea: 2018-2019